# Глыба (озеро)
Глы́ба (Глуба) — озеро в Россонском районе Витебской области Белоруссии. Относится к бассейну реки Уща.

## Описание
Озеро Глыба располагается в 32 км к северо-востоку от городского посёлка Россоны. Рядом с озером находится деревня Шерстово.
Площадь поверхности водоёма составляет 1,52 км². Длина — 3,46 км, наибольшая ширина — 0,8 км. Длина береговой линии — 9 м. Наибольшая глубина — 10,7 м, средняя — 4,9 м. Объём воды в озере — 7,44 млн м³. Площадь водосбора — 33,2 км².
Котловина озера лощинного типа. Склоны песчаные и супесчаные, высотой 13—14 м, крутые, на севере и юге местами абразивные. Склоны покрыты лесом, на северо-западе и юго-востоке — кустарником. Береговая линия извилистая, образует несколько небольших заливов. Берега песчаные, высотой 0,2—0,5 м, до уреза воды поросшие кустарником, на севере — лесом. Пойма шириной 5-10 м поросла кустарником и разнотравьем. Около заливов пойма заболочена, а её ширина возрастает до 250 м. Дно в западной части чашевидное, в восточной — плоское с резким увеличением глубины около берегов. До глубины 2—3 м дно покрыто песком, до 4—7 м — опесчаненным илом. Около 60 % площади дна выстилает высокозолистый глинистый ил средней мощностью 3,2 м. 21 % площади озера характеризуется глубиной до 2 м. В восточной части озера располагается остров площадью 0,7 га.
В водоём впадают два ручья, один из которых вытекает из озера Сомино. Озёра Глыба и Дриссы соединяются протокой шириной 15 м и глубиной 2 м.
Прозрачность воды составляет 2,1 м, минерализация воды — до 150 мг/л. Озеро слабопроточное, подвержено эвтрофикации.
Надводная растительность образует полосу шириной от 5 до 15 м. Подводная растительность распространяется до глубины 2,5—3 м.
В озере водятся лещ, щука, окунь, плотва, краснопёрка, линь, сазан, карась, жерех, речной угорь.

## Охрана природы
Озеро Глыба входит в состав ландшафтного заказника республиканского значения «Синьша».